# عین طارق
عین طارق (به عربی: عین طارق) یک شهرداری در الجزایر است که در استان غلیزان واقع شده‌است.

## خصوصیات
عین طارق ۱۷۸ کیلومترمربع مساحت و ۱۲٬۲۸۷ نفر جمعیت دارد و ۲۵۰ متر بالاتر از سطح دریا واقع شده‌است.